# Final do Campeonato Europeu de Futsal de 2010
A Final do Campeonato Europeu Masculino de Futsal da Hungria-2010 foi a sétima final do Campeonato Europeu Masculino de Futsal, e aconteceu no dia 30 de janeiro de 2010, na Főnix Arena, em Debrecen, Hungria.
O placar final "Espanha 4 x 2 Portugal" deu o 5º. título à Espanha.

## Equipas
| 30 de Janeiro de 2010 | Portugal               | 2 – 4     | Espanha                                              | Főnix Arena, Debrecen                 |
| 20:30                 | Gonçalo 38' · Joel 39' | Relatório | Ortiz 9' · Javi Rodríguez 13' · Lin 36' · Daniel 40' | Público: 7,000 Árbitro: Massimo Cumbo |

| Portugal | Espanha |

| PORTUGAL:      |    |               |     |
|                |    |               |     |
| GK             | 12 | Bébé          |     |
| FP             | 4  | Pedro Costa   |     |
| FP             | 6  | Arnaldo       |     |
| FP             | 9  | Gonçalo Alves |     |
| FP             | 13 | Pedro Cary    |     |
| Substituições: |    |               |     |
| GK             | 1  | João Benedito |     |
| FP             | 2  | Evandro       |     |
| FP             | 3  | Leitão        |     |
| FP             | 5  | Joel Queirós  |     |
| FP             | 7  | Cardinal      | 28' |
| FP             | 8  | Israel        |     |
| FP             | 11 | João Matos    |     |
| Técnico:       |    |               |     |
| Orlando Duarte |    |               |     |

| SPAIN:              |    |                |     |
|                     |    |                |     |
| GK                  | 1  | Luis Amado     |     |
| FP                  | 6  | Álvaro         |     |
| FP                  | 7  | Javi Rodríguez |     |
| FP                  | 8  | Kike           | 38' |
| FP                  | 10 | Borja          |     |
| Substituições:      |    |                |     |
| GK                  | 12 | Juanjo         |     |
| FP                  | 2  | Ortiz          |     |
| FP                  | 4  | Torras         |     |
| FP                  | 5  | Fernandão      |     |
| FP                  | 9  | Juanra         |     |
| FP                  | 11 | Lin            |     |
| FP                  | 14 | Daniel         |     |
| Técnico:            |    |                |     |
| José Venancio López |    |                |     |

| - Segundo Árbitro Gabor Kovacs - Terceiro Árbitro Stephan Kammerer - Marcador de tempo Tommi Grönman - Delegado da UEFA Boris Durlen - Delegado da UEFA Ivan Novak |